# Muamer Brajanac
Muamer Brajanac (Kolding, 15 febbraio 2001) è un calciatore danese, attaccante dell'Esbjerg.

## Carriera

### Club
Brajanac ha giocato nelle giovanili del Kolding, del Brøndby e del Copenaghen. Agli inizi del mese di ottobre 2020, si è aggregato in prova all'Horsens, club che pochi giorni dopo gli ha fatto firmare un contratto valido fino al 30 giugno 2021. Il 7 ottobre ha debuttato pertanto in squadra, subentrando a Kjartan Finnbogason nella vittoria per 0-3 arrivata sul campo del Næsby, in una sfida valida per il secondo turno del DBUs Landspokalturnering 2020-2021. Il 25 ottobre successivo ha esordito in Superligaen, sostituendo Nicolai Brock-Madsen nel pareggio casalingo per 1-1 contro il Nordsjælland. Il 6 gennaio 2021 ha prolungato il contratto che lo legava all'Horsens, fino al 31 dicembre 2023. Il 21 marzo 2021 ha segnato l'unica rete stagionale, nella sconfitta per 1-2 subita contro il Lyngby.
Il 31 agosto 2021 è passato ai norvegesi dell'Aalesund con la formula del prestito, valido fino al termine della stagione.
Il 28 gennaio 2022 si è trasferito all'Hobro, per cui ha firmato un contratto quadriennale.
Il 1º febbraio 2024 è approdato al Randers, a cui si è legato fino al 30 giugno 2027.
Il 17 giugno 2024 è stato ufficializzato il suo ritorno in Norvegia, nelle file del Vålerenga: ha firmato un contratto fino al 31 dicembre 2027, valido a partire dal 17 luglio, data di riapertura del calciomercato locale.
Il 15 agosto 2025 si è trasferito ai danesi dell'Esbjerg, firmando un quadriennale.

### Nazionale
Brajanac ha rappresentato la Danimarca a livello Under-16, Under-17 e Under-18.

## Statistiche

### Presenze e reti nei club
Statistiche aggiornate al 15 agosto 2025.
| Stagione         | Club             | Campionato       | Campionato | Campionato | Coppe nazionali | Coppe nazionali | Coppe nazionali | Coppe continentali | Coppe continentali | Coppe continentali | Supercoppe | Supercoppe | Supercoppe | Totale | Totale |
| Stagione         | Club             | Comp             | Pres       | Reti       | Comp            | Pres            | Reti            | Comp               | Pres               | Reti               | Comp       | Pres       | Reti       | Pres   | Reti   |
| ---------------- | ---------------- | ---------------- | ---------- | ---------- | --------------- | --------------- | --------------- | ------------------ | ------------------ | ------------------ | ---------- | ---------- | ---------- | ------ | ------ |
| 2020-2021        | Horsens          | SL               | 24         | 1          | CD              | 3               | 0               | -                  | -                  | -                  | -          | -          | -          | 27     | 1      |
| lug.-ago. 2021   | Horsens          | 1D               | 5          | 0          | CD              | 1               | 0               | -                  | -                  | -                  | -          | -          | -          | 6      | 0      |
| Totale Horsens   | Totale Horsens   | Totale Horsens   | 29         | 1          |                 | 4               | 0               |                    | -                  | -                  |            | -          | -          | 33     | 1      |
| ago.-dic. 2021   | Aalesund         | 1D               | 7          | 1          | CN              | 0               | 0               | -                  | -                  | -                  | -          | -          | -          | 7      | 1      |
| gen.-giu. 2022   | Hobro            | 1D               | 14         | 8          | CD              | -               | -               | -                  | -                  | -                  | -          | -          | -          | 14     | 8      |
| 2022-2023        | Hobro            | 1D               | 31         | 6          | CD              | 3               | 1               | -                  | -                  | -                  | -          | -          | -          | 34     | 7      |
| 2023-feb. 2024   | Hobro            | 1D               | 16         | 9          | CD              | 2               | 2               | -                  | -                  | -                  | -          | -          | -          | 18     | 11     |
| Totale Hobro     | Totale Hobro     | Totale Hobro     | 61         | 23         |                 | 5               | 3               |                    | -                  | -                  |            | -          | -          | 66     | 26     |
| feb.-giu. 2024   | Randers          | SL               | 4          | 0          | CD              | -               | -               | -                  | -                  | -                  | -          | -          | -          | 4      | 0      |
| lug.-dic. 2024   | Vålerenga        | 1D               | 14         | 11         | CN              | 1               | 0               | -                  | -                  | -                  | -          | -          | -          | 15     | 11     |
| gen.-ago. 2025   | Vålerenga        | ES               | 17         | 1          | CN              | 1               | 0               | -                  | -                  | -                  | -          | -          | -          | 18     | 1      |
| Totale Vålerenga | Totale Vålerenga | Totale Vålerenga | 31         | 12         |                 | 2               | 0               |                    | -                  | -                  |            | -          | -          | 33     | 12     |
| ago. 2025-2026   | Esbjerg          | 1D               | 1          | 1          | CD              | 0               | 0               | -                  | -                  | -                  | -          | -          | -          | 1      | 1      |
| Totale           | Totale           | Totale           | 133        | 38         |                 | 11              | 3               |                    | -                  | -                  |            | -          | -          | 144    | 41     |

## Palmarès

### Club

#### Competizioni nazionali
- 1. divisjon: 1

Vålerenga: 2024